# Djunayd
|  | Per a altres significats, vegeu «Xaïkh Djunayd». |

Djunayd (? - 1426) fou emir d'Aidin, fill d'Ibrahim Bahadur, senyor de Bodemya i net de Mehmed Beg, fundador del beylik d'Aidin.
Apareix a la història el 1402 quan Tamerlà va restablir el beylik. Va disputar el poder als seus cosins Musa i Umur II, amb el suport del seu germà Hasan Beg i van aconseguir els feus d'Izmir (per Djunayd) i Ayasoluk (per Hasan). A la mort de Musa el 1403, Umur II va demanar ajut a l'emir de Menteshe, Ilysas Beg, que li va donar suport per reconquerir Ayasoluk fent presoner a Hasan Beg que fou tancat a Marmaris, però fou alliberat en un cop de mà per Djunayd, i després amb el suport de Sulayman Celebi, que s'havia proclamat sultà a Edirne, va recuperar Ayasoluk, ajustant finalment la pau amb Umur II i casant-se amb la seva filla.
Mort Umur el 1405 el va succeir en el govern; havia incorporat Alaşehir, Salihli i Nif. El mateix any Sulayman Celebi li va demanar ajut contra el seu germà Mehmet. Djunayd va donar el seu suport i va aconseguir també el dels emirs de Menteshe, Sarukhan, Tekeoğulları i Germiyan, però la coalició fou derrotada per Mehmet. İsa Çelebi, visir de Sulayman, ànima de la coalició, va fugir i Djunayd es va sotmetre al vencedor.
El 1407 Sulayman va fer una campanya a Anatòlia i Djunayd va voler combatre amb suport als seus aliats, els emirs de Karaman i Germiyan, als quals finalment va abandonar i va demanar perdó al Sulayman que li fou atorgat. Sulayman el va nomenar governador d'Ocrida. Mort Sulayman el 1411 en lluita contra el seu germà Musa, Djunayd va aprofitar per retornar a Izmir i va expulsar al governador designat per Sulayman amb seu a Ayasoluk, recuperant tot l'emirat. Derrotat Musa per Mehmet I aquest va consolidar el seu poder i es va disposar a marxar contra Djunayd conquerint les fortaleses de Kyma, Kayadidj, i Nif i assetjant Izmir que es va rendir als deu dies. Djunayd va tornar a demanar perdó i el va obtenir i si per un moment va restar a Aidin sense dret a encunyar moneda ni llegir la khutba en nom seu, aviat fou enviat com a governador a Nikòpolis (1415) i el govern d'Aidin fou donat a Alexandre, fill de Shishman, tsar de Bulgària. Alexandre va morir el 1416 durant la revolta de Borkludje Mustafa.
Al seu govern Djunayd es va aliar amb el pretendent Mustafà Düzme suposat fill de Baiazet I i que es donava per desaparegut després de la batalla d'Ankara del juliol del 1402. Mustafà havia obtingut el suport d'alguns begs de Rumèlia i del príncep de Valàquia. Djunayd fou nomenat visir i aprofitant els disturbis causats per l'agitació religiosa de Badr al-Din i Borkludje Mustafa a Anatòlia, i amb el suport de la República de Venècia i l'Imperi Romà d'Orient, Mustafà Düzme es va proclamar sultà. Però Mehmet va pactar amb Venècia i l'intent es va enfonsar. Djunayd i Mustafà van fugir a Salònica on foren acollits pels governador romà d'Orient. Mehmet I va acceptar pagar una pensió per la custòdia dels dos homes pels romans d'Orient i Mustafà fou enviat a Lemnos i Djunayd al monestir de Pammakasristos a Constantinoble.
Mort Mehmed I el 1421, l'emperador els va alliberar i Mustafà, amb suport romà d'Orient es va proclamar altre cop sultà a Edirne i va obtenir el suport de tots els beis de Rumèlia. Però quan va refusar restituir Gal·lípoli als romans d'Orient, tal com s'havia convingut, els grecs li van retirar el suport. La batalla decisiva contra Murat II es va lliurar a Ulubad (grega Lopadion) el 1422; Murat va prometre a Djunayd la restitució d'Aidin i va canviar de bàndol igual que els beis de Rumèlia i Mustafà fou derrotat.
Djunayd es va presentar a Izmir on fou aclamat per la població. Va ocupar Ayasoluk on governava Mustafa, fill d'Umur II com a vassall otomà, i aviat va recuperar tot l'antic emirat. El 1424 Murat, que només reconeixia Izmir a Djunayd, el va atacar i va nomenar governador d'Aidin al grec Khalil Yakhshi que va reconquerir Ayasoluk i Tire. En un cop de mà Djunayd va capturar a la germana del governador otomà a la que després va matar. Murat va enviar llavors un exèrcit més fort dirigit pel beglerbegi d'Anadolu Orudj, fill de Timurtash. Izmir fou conquerida. Djunayd es va refugiar al castell d'Ipsili des d'on va demanar ajut a Venècia; tenia al seu costat al fill de Mustafà Güzme al que proposava com a pretendent al tron otomà. Però els venecians no van fer cap pas. Orudj va morir i el va succeir Hamza. Djunayd va demanar altra vegada ajut a Venècia i a Karaman sense resultat (1425). La batalla final es va lliurar a la plana d'Ak Hisar (Thyatira) i Kurt Hasan, el fill de Djunayd i cap del seu exèrcit fou derrotat i capturat. Atacada Ipsili amb suport naval genovès, Djunayd es va haver de rendir a canvi de salvar la vida, però Khalil Yakhshi per venjar a la seva germana, el va executar (1426) junt amb Kurt Hasan i tots els membres de la família Aidin-Oghlu.